# Хвалово (Тверская область)
Хвалово — деревня в Удомельском городском округе Тверской области.

## География
Деревня находится в северной части Тверской области на расстоянии приблизительно 12 км на юг-юго-запад по прямой от железнодорожного вокзала города Удомля на правом берегу речки Волчино.

## История
Известна была с 1844 года. В 1859 году владение помещиков Данилова, Сназина и Менделеевых. В советское время работали колхозы «Луна», «Путь к коммунизму» и «Мир». Дворов (хозяйств) было 14 (1859 год), 10 (1886), 8 (1911), 31(1958), 15 (1986), 8 (2000). С 2005 по 2014 год входила в состав Таракинского сельского поселения, с 2014 по 2015 год в составе Удомельского сельского поселения до упразднения последнего. С 2015 года в составе Удомельского городского округа.

## Население
Численность населения: 85 человек (1859 год), 61 (1886), 68 (1911), 90(1958), 27 (1986), 11 (русские 100 %) в 2002 году, 12 в 2010.